# Hypena vittatus
Hypena vittatus är en fjärilsart som beskrevs av Adrian Hardy Haworth 1809. Hypena vittatus ingår i släktet Hypena och familjen nattflyn. Inga underarter finns listade i Catalogue of Life.